# The Last Dinner Party
The Last Dinner Party — британская инди-рок-группа из Лондона, образованная в 2021 году. В состав группы входят Эбигейл Моррис (вокал), Лиззи Мэйланд (вокал, гитара), Эмили Робертс (лид-гитара, мандолина, флейта), Джорджия Дэвис (бас) и Аврора Нишевци (клавишные, вокал). Несмотря на отсутствие постоянного барабанщика, во время живых выступлений к группе присоединяется Ребекка Рейнер.
Группа подписала контракт с Island Records и выпустила свой дебютный сингл «Nothing Matters» в апреле 2023 года, который стал хитом топ-25 в Великобритании. В декабре 2023 года они были удостоены премии Rising Star BRIT Awards, а затем победили в опросе BBC Sound of 2024. Их дебютный студийный альбом Prelude to Ecstasy был выпущен 2 февраля 2024 года и занял первое место в UK Albums Chart.

## История
См. также «The Last Dinner Party History» в английском разделе.
Моррис, Дэвис и Мэйланд познакомились в 2020 году в Лондоне перед поступлением в университет и решили создать группу после того, как часто посещали совместные концерты в The Windmill, чувствуя вдохновение от того, что они являются частью важной сцены после наблюдения за такими группами, как Black Midi и HMLTD. Их оригинальное название The Dinner Party было «вдохновлено идеей огромной развратной вечеринки, где люди собирались вместе, чтобы отпраздновать гедонистический банкет». Общий друг порекомендовал Моррис Эмили Робертс в качестве гитаристки, после чего они привлекли Нишевц.
Из-за ограничений COVID-19 группе сначала было сложно найти время для совместных репетиций, и они не выступали вживую до своего первого концерта в The George в Лондоне в ноябре 2021 года. В начале 2022 года они подписали контракт с менеджерами Q Prime. Следующий год они провели, оттачивая своё звучание и добиваясь поддержки из уст в уста на концертных площадках Лондона, включая выступление в качестве открывающей группы (пока ещё под названием The Dinner Party) для Rolling Stones в Гайд-парке в июле 2022 года, а также поддержку Benee в её мировом турне во время лондонского шоу.
В августе 2024 года группа анонсировала альбом Prelude to Ecstasy: Acoustics and Covers 11 октября 2024 года. В релиз войдёт весь студийный альбом Prelude to Ecstasy, а также пять концертных и акустических версий песен со студийного альбома и четыре кавера, исполненные в студии и вживую. Первый сингл, кавер-версия песни Sparks «This Town Ain’t Big Enough for Both Of Us», был выпущен 28 августа 2024 года.

## Музыкальный стиль
Их дебютный сингл «Nothing Matters» был описан Rolling Stone UK как «арт-роковая бомбардировка», а Evening Standard описал их музыку и живые выступления как «отличительное барокко-поп звучание и вид». Группу сравнивали с Кейт Буш, Siouxsie and the Banshees, Roxy Music, ABBA, Queen, Sparks, Florence and the Machine и Warpaint. Участники группы называли Дэвида Боуи в качестве основного влияния.

## Состав группы
- Эбигейл Моррис — вокал
- Лиззи Мэйланд — вокал, гитара, флейта
- Эмили Робертс — лид-гитара, мандолина, флейта, вокал
- Джорджия Дэвис — бас-гитара, вокал
- Аврора Нишевци — клавишные, орган, фортепиано, синтезатор, вокал

Концертные участники
- Ребекка Рейнер — барабаны, перкуссия

## Дискография
См. также «The Last Dinner Party discography» в английском разделе.
- Prelude to Ecstasy (2024)
- Prelude to Ecstasy: Acoustics and Covers (2024)

## Награды и номинации
| Награда       | Год  | Категория     | Работа | Результат | Ссылка |
| ------------- | ---- | ------------- | ------ | --------- | ------ |
| MTV Push      | 2023 | MTV Push 2024 | Группа | Номинация | [ 20 ] |
| BBC Sound of… | 2024 | Sound of 2024 | Группа | Победа    | [ 4 ]  |
| Brit Awards   | 2024 | Rising Star   | Группа | Победа    | [ 3 ]  |